# Monture Minolta SR

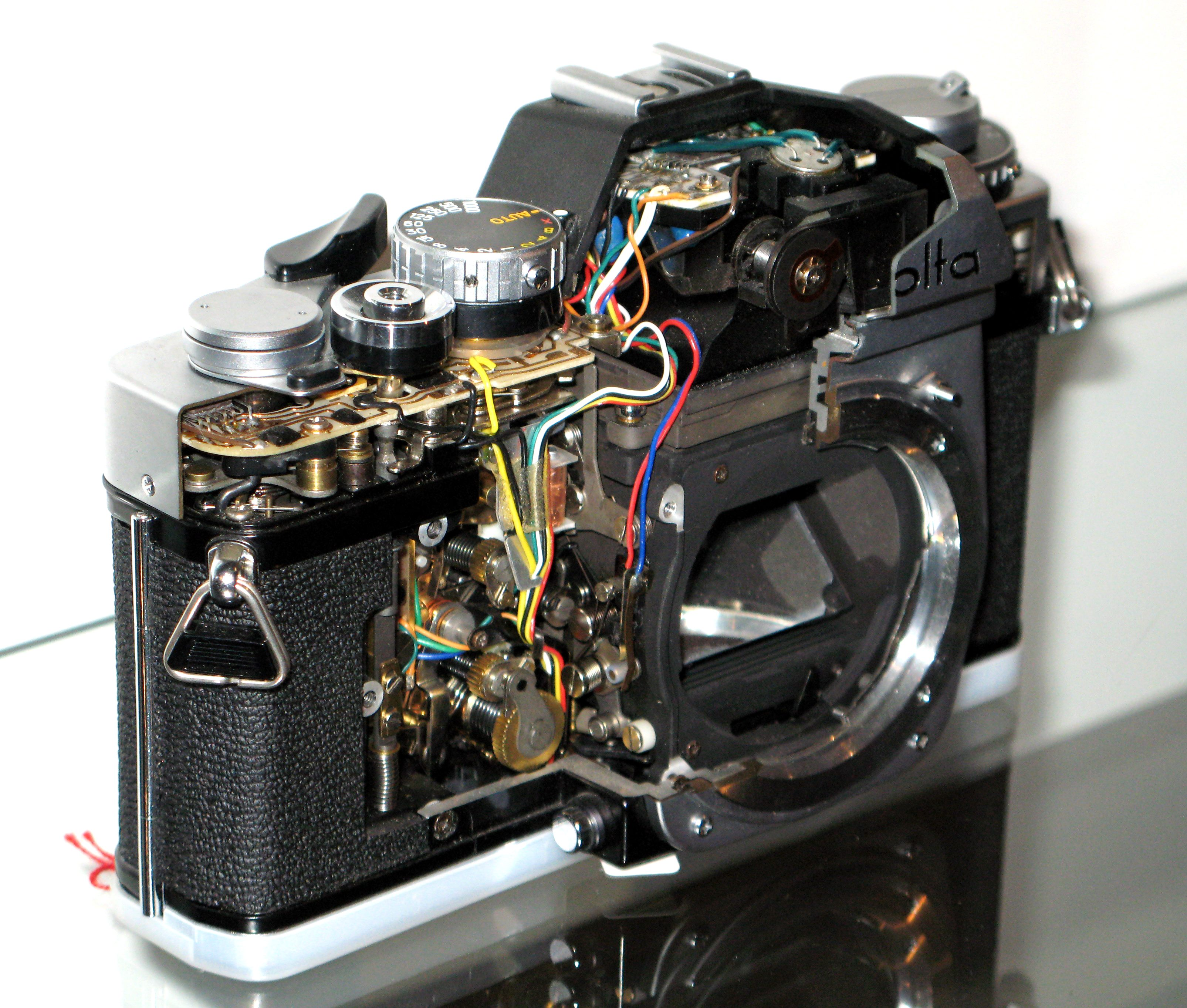
Eclaté d'un Minolta XE montrant sa monture

La monture Minolta SR est le système de monture à baïonnette utilisé sur tous les appareils reflex au format 35 mm fabriqués par Minolta et équipés d'objectifs interchangeables à mise au point manuelle. Son tirage mécanique est de 43,5 mm. Plusieurs versions de la monture ont été produites au cours du temps, et en conséquence, la monture elle-même est parfois appelée par le nom de la version d'objectif correspondante (c'est-à-dire "MC", "MD" ou "X-600").
Tous les objectifs équipés de ces montures sont interchangeables entre les anciens et nouveaux boîtiers reflex 35 mm Minolta à mise au point manuelle. Il y a cependant des exceptions : les objectifs produits avant 1961 possèdent un levier d'ouverture légèrement différent, et par conséquent le diaphragme automatique peut ne pas fonctionner correctement sur des appareils sortis après 1961, et les taquets des objectifs MC/MD peuvent heurter une vis sur la face avant des appareils anciens. Quatre versions apportant des améliorations de conception, toutes compatibles avec les différentes versions, sont sorties :
1. SR - 1958-1966 : Baïonnette SR à diaphragme automatique. Les objectifs sont appelés Rokkor (diaphragme pré-réglé) ou Auto Rokkor (diaphragme automatique)
2. MC - 1966-1977 : rajout d'un couplage de l'exposition (appelée souvent monture MC) permettant la mesure TTL à pleine ouverture. Les objectifs sont appelés MC Rokkor.
3. MD - 1977-2001 : rajout d'un levier MD, permettant la transmission au boîtier de la plus petite ouverture disponible, appelée souvent monture MD. Les objectifs sont appelés MD Rokkor ou MD.
4. MD X-600 - 1983-1998 : extension de monture X-600 transmettant l'ouverture maximale de l'objectif au boîtier, permettant de sélectionner différents capteurs de confirmation de l'autofocus dans le boîtier.

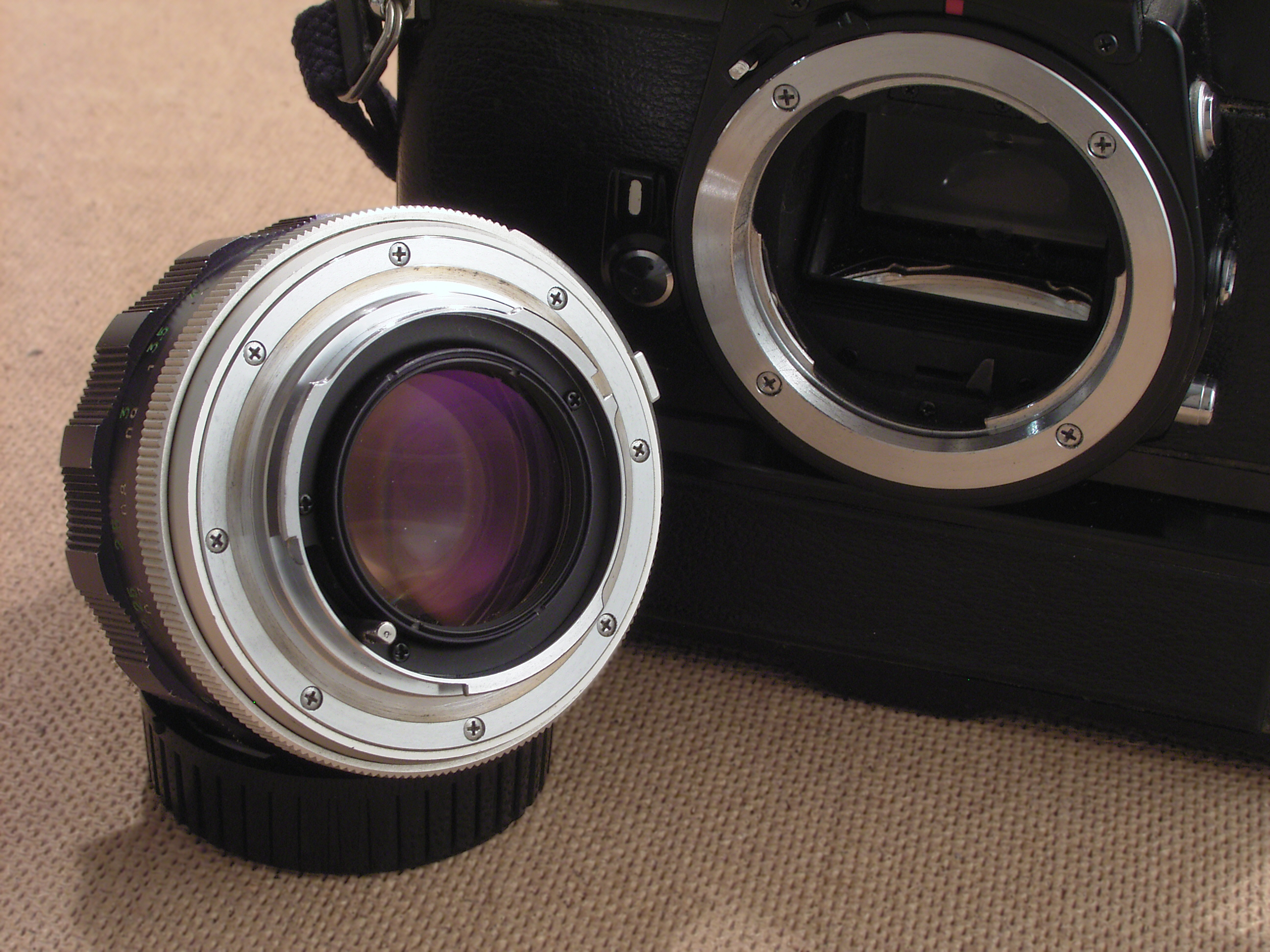
Objectif Rokkor-PF 1:1.4/58mm à monture "MC" et boîtier XD-7 à monture "MD"

SR - Les modèles SR de 1958 à 1967 utilisent la version initiale de la baïonnette SR, introduite avec le Minolta SR-2. Ce sont des appareils mécaniques sans mesure TTL ou exposition automatique. Le Minolta SR-7 de 1962 fut le premier reflex 35 mm à posemètre CdS incorporé, fournissant les mêmes capacités de mesure que le posemètre externe clipsable disponible sur le Minolta SR-3 de 1960 et les modèles plus récents du Minolta SR-1.
MC - Le SRT 101 lancé en 1966 a un couplage d'objectif pour avoir une mesure TTL de l'exposition à pleine ouverture. Un taquet de couplage sortant de la bague de diaphragme entraîne l'aiguille suiveuse dans le viseur, permettant au diaphragme de l'objectif d'être réglé selon la mesure. L'appareil comporte deux cellules CdS fixées au sommet du prisme qui mesurent en moyenne centrale pondérée la luminosité sur l'écran de mise au point. Les modèles plus récents X-1 et XE, utilisant également les objectifs MC, ont un mode automatique de priorité à l'ouverture.

Bague de diaphragme avec taquet MD et verrouillage.

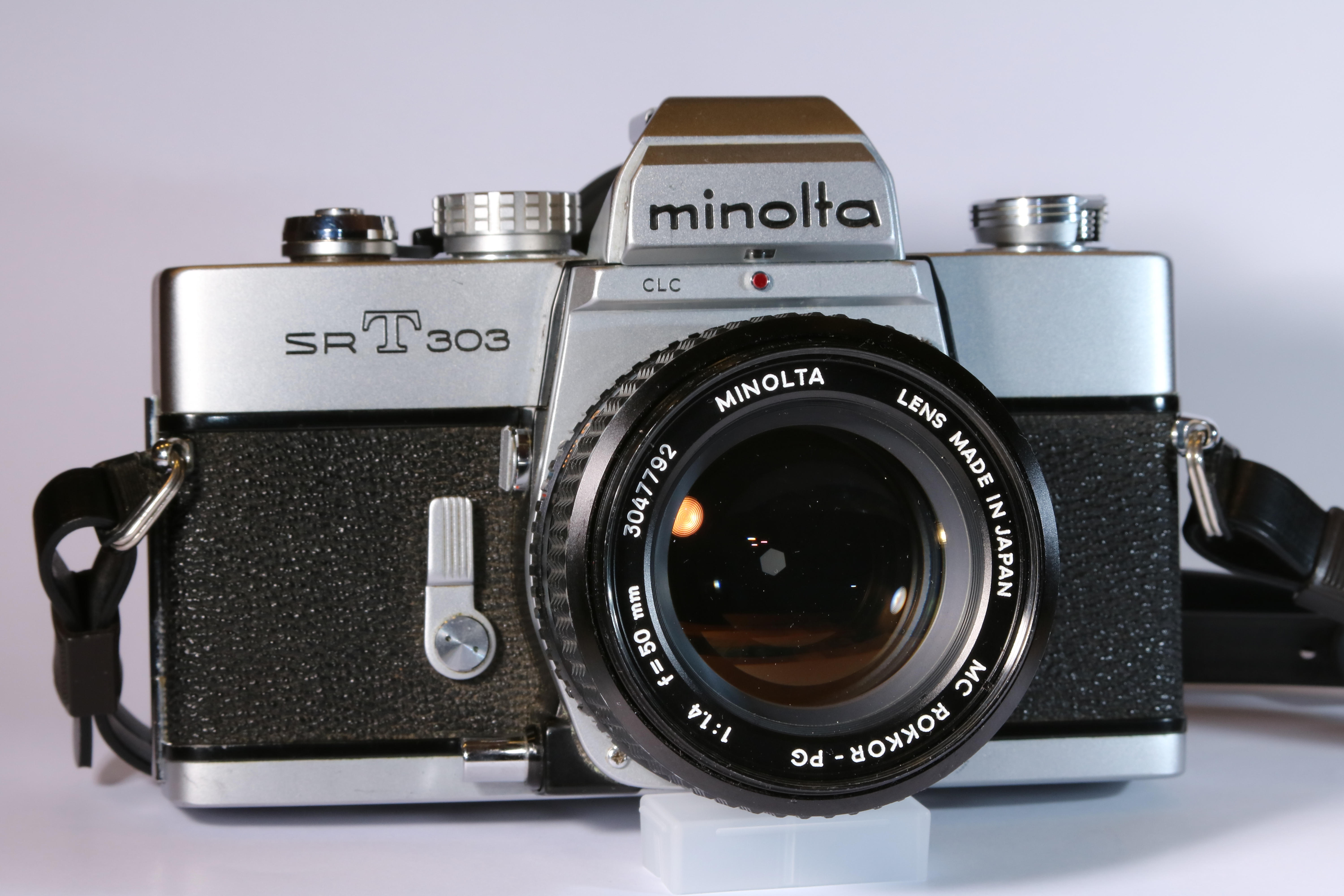
Appareil Minolta SRT 303 avec un objectif MC Rokkor-PG 50 mm 1:1.4.

MD - En 1977, la série XD introduisit un taquet supplémentaire sur l'objectif qui indiquait la plus petite ouverture disponible (f/16, f/22, ou f/32) au boîtier pour effectuer l'exposition automatique en mode priorité à l'ouverture en mode S sur le Minolta XD-7 (XD-11 aux USA), et ensuite en mode P (exposition automatique programmée) sur le X-700. Le fonctionnement correct de ce dispositif nécessitait que les objectifs devraient être réglés à leur ouverture la plus faible. En 1981, les objectifs MD ont été équipés d'un verrou d'ouverture minimale qui empêchait la manœuvre accidentelle de la bague de diaphragme.
X-600 - Sur l'appareil Minolta X-600 de 1983, conçu pour le marché japonais, il y a aussi une assistance à la mise au point et un dispositif de confirmation. Les capteurs du Minolta X-600 ont besoin de l'ouverture maximale de l'objectif de façon que le boîtier puisse utiliser les capteurs appropriés pour évaluer la précision de la mise au point. Il y a un taquet à l'intérieur de l'objectif qui indique que son ouverture maximale est :
- f/2.8 ou plus grande, ou
- f/3.5 ou plus petite.

Le taquet de l'objectif active un interrupteur à l'intérieur du boîtier du X-600. Il n'y pas de dispositif d'exposition Auto MD sur le X-600.
La monture SR a été remplacée par la monture Minolta A, introduite en 1985.

## Adaptateurs
De nombreux adaptateurs mécaniques (sans lentille) permettent d'utiliser les objectifs à monture SR sur des appareils numériques modernes à monture 4/3, Leica M, Micro 4/3, Sony E, Fujifilm X et Samsung NX, bien que sans aucun réglage d'ouverture issu du boîtier. L'ouverture du diaphragme est fixée par la rotation manuelle de la bague du diaphragme (permettant de visualiser la profondeur de champ), et non lorsque le déclencheur est enfoncé.
Il existe aussi des adaptateurs pour les appareils Minolta/Sony Alpha, mais soit ils ne permettent pas la mise au point à l'infini (leur tirage mécanique est de 44,5 mm, soit 1 mm de plus que la monture SR), soit ils contiennent des éléments optiques, agissant en multiplicateur de focale 1.2-2x, changeant les propriétés optiques du système et détériorant souvent la qualité de l'image.